# Issenheim
Issenheim  es una localidad y comuna francesa, situada en el departamento de Alto Rin, en la región  de Alsacia.
Sus habitantes reciben en idioma francés el gentílico de Issenheimois e Issenheimoises.

## Localidades hermanadas
- Hainfeld,  Austria

## Demografía
| 1780 | 1945 | 2237 | 2852 | 2836 | 3296 |
| Para los censos de 1962 a 1999 la población legal corresponde a la población sin duplicidades (Fuente: INSEE [Consultar]) |      |      |      |      |      |